# الزبيح (الطويلة)

تعديل مصدري - تعديل

الزبيح هي إحدى قرى عزلة الزبيح بمديرية الطويلة التابعة لمحافظة المحويت، بلغ تعداد سكانها 977 نسمة حسب تعداد اليمن لعام 2004.